# Zazpe
Zazpe es una entidad de población española del municipio de Arce, perteneciente a la Comunidad Foral de Navarra.

## Historia
Hacia mediados del siglo XIX, el lugar, ya por entonces perteneciente a Arce, tenía contabilizada una población de 49 habitantes. Aparece descrito en el decimosexto y último volumen del Diccionario geográfico-estadístico-histórico de España y sus posesiones de Ultramar de Pascual Madoz con las siguientes palabras:

ZAZPE: l. del ayunt. y valle de Arce en la prov. y c. g. de Navarra, part. jud. de Aoiz (2), aud. terr. y dióc. de Pamplona (6). sit. al pie de varias alturas. clima saludable; reinan los vientos N. y O. y se padecen inflamaciones. Tiene 10 casas, iglesia parroquial (San Adrian) servida por un abad de provision de los vecinos; cementerio contiguo á la misma, y para el surtido del l. varias fuentes en sus inmediaciones, y el rio Urrobi. El térm. confina N. Gurpegui; E. Aloz; S. Olaberri, y O. Ozcariz; hallándose en él algunos robles y espesos matorrales. El terreno es de buena calidad y le atraviesa el citado r. caminos: el que conduce á la cab. del part., de donde se toma el correo. prod.: toda clase cereales y patatas, aunque en corta cantidad; cria de ganado vacuno y lanar; caza de perdices y libres. pobl.: 10 vec., 49 alm. riqueza: con el valle (V.).
(Madoz, 1850, p. 666)

En 2022, tenía empadronados nueve habitantes.